# Trinodes villosulus
Trinodes villosulus is een keversoort uit de familie spektorren (Dermestidae). De wetenschappelijke naam van de soort werd in 1823 gepubliceerd door Dahl.